# Сохсолох (приток Мархи)
Сохсолох (устар. Сохсолоох) — река в Якутии, Россия. Река находится в Мирнинском улусе, протекает мимо посёлка Айхал. Длина реки — 48 км. Площадь водосборного бассейна — 452 км². Ширина реки у устья — 15 м, глубина — 0,7 м.
В 9,7 км от устья в реку впадает справа речка Конек.

## Этимология
В переводе с якутского языка сохсо — «ловушка; пасть; западня (на зверя)», то есть «река с ловушками», там согласно древним преданиям тонуло много оленей, перебиравшихся на другой берег по тонкому льду.

## Восстановление хвостохранилища на реке
Алроса планирует до 2029 года завершить работы по рекультивации территории хвостохранилища обогатительной фабрики номер 8 Айхальского ГОКа.
Процесс рекультивации хвостохранилища будет проходить в два этапа. На первом планируется осушить хвостохранилище, восстановить часть исторического русла реки Сохсолох с возвращением его в естественные параметры. Далее, в 2025—2029 годах, будут демонтированы объекты хвостового хозяйства, проведены работы по мелиорации, формированию водоотводных канав, гидроизоляции, укладке плодородной почвы и озеленению.